# إبراهيم المعروفي
إبراهيم المعروفي لاعب كرة مغربي، (ولد في بروكسيل سنة 1989). يحمل كذلك الجنسية البلجيكية، انتقل المعروفي بين العديد من النوادي سواء في المغرب أو أوروبا وحتى إيران وكان أبرزها إنتر ميلان الإيطالي والوداد الرياضي.
ارتبط اسم إبراهيم المعروفي سنة 2016 بأحد منفدي تفجيرات بروكسيل الذي استعمل اسمه لتزوير بطاقة هوية. يعتبر إبراهيم أول لاعب عربي يفوز بالدوري الإيطالي.

## الإنجازات
إنتر ميلان
- الدوري الإيطالي (2): 2006–07، 2007–08

## روابط خارجية
- إبراهيم المعروفي على موقع الاتحاد الأوربي (الإنجليزية)
- إبراهيم المعروفي على موقع قاعدة بيانات كرة القدم.إي يو (الإنجليزية)
- إبراهيم المعروفي على موقع بيانات كرة القدم. دي إي (الألمانية)
- إبراهيم المعروفي على موقع Soccerway.com (الإنجليزية)
- إبراهيم المعروفي على موقع عالم كرة القدم.نت (الإنجليزية)